# Maurice Krishaber
Maurice Krishaber, Mór Krishaber (ur. 3 kwietnia 1833 w Feketehegy, zm. 11 kwietnia 1883 w Paryżu)  – węgierski i francuski lekarz laryngolog.
Studiował medycynę na Uniwersytecie Wiedeńskim, w Pradze i Paryżu, gdzie w 1864 roku otrzymał tytuł doktora medycyny. Praktykował w Wiedniu, Orosháza i ostatecznie w Paryżu. Zajmował się głównie chorobami krtani i fizjologią śpiewu. Redagował czasopismo „Annales des maladies de l'oreille et du larynx”. W 1873 roku opublikował monografię poświęconą „nerwicy mózgowo-sercowej”, jednej z pierwszych koncepcji zaburzeń dzisiaj opisywanych jako zaburzenia lękowe. U swoich pacjentów Krishaber opisał szczególne wrażenie nierealności otaczającego świata, co czyni z jego pracy również jeden z pierwszych opisów objawu depersonalizacji. 

## Wybrane prace
- De la nevropathie cerebro-cardiaque. Paris: G. Masson, 1873
- D'une observation de goître suffocant et de laryngotomie inter-crico-thyroîdienne, 1878
- De la sonde oesophagienne à demeure, 1881
- De la méthode ignée appliquée aux granulations du pharynx et du larynx. Paris, 1882